# Franco Ferroni
Franco Ferroni (Rimini, 25 febbraio 1972) è un ex cestista italiano.

## Carriera

### Club
Cresce nel settore giovanile del Basket Rimini nella nidiata che fu, tra gli altri, anche di Carlton Myers, Massimo Ruggeri e Renzo Semprini. Quel gruppo, guidato in panchina da Massimo Bernardi, arriva a conquistare lo scudetto juniores 1990-91 al PalaFiera di Forlì al termine della finale vinta contro i pari età della Stefanel Trieste, al tempo allenati da Matteo Boniciolli.
Nel frattempo comincia a scendere in campo anche in prima squadra, diventando membro di quella Marr di Piero Pasini che in soli due anni conquistò una doppia promozione dalla Serie B1 dalla A1. Nel 1991 un Ferroni diciannovenne accarezza il sogno di volare oltreoceano per approdare al Davidson College, ma una disputa legale con il club riminese lo costringe a tornare in Romagna contro la sua volontà, a causa del regolamento NCAA che impedisce l'eleggibilità a giocatori professionisti.
L'ala riminese è poi costretta ad un anno e mezzo di inattività: durante questo periodo, infatti, prima si infortuna seriamente alla caviglia dopo un intervento scomposto di Giampaolo Zamberlan (era il 2 gennaio 1993 nel corso di Rimini-Venezia), quindi è costretto a fermarsi a causa di un'anomalia cardiaca di origine virale.
Una volta ristabilitosi, calca nuovamente i parquet di A1 con le maglie di Fortitudo Bologna e Libertas Forlì prima di ritornare al Basket Rimini. Qui gioca metà della stagione 1997-98 prima di incappare in uno dei tanti infortuni della sua carriera, in questo caso al ginocchio, oltre che le prime due partite del campionato seguente, prima di trasferirsi all'Andrea Costa Imola. Successivamente ha un'esperienza alla Virtus Roma dove dispone però di uno scarso minutaggio, circa 9,6 minuti per gara, scendendo in campo solamente in metà delle partite di campionato disputate dai giallorossi. L'anno successivo scende in A2 accordandosi con Fabriano, in una formazione che si guadagna l'accesso alla massima serie grazie alla vittoria dei play-off. Ferroni viene confermato e gioca così la sua ultima penultima stagione in Serie A, prima della breve esperienza dell'autunno 2002 con l'Olimpia Milano. Termina quindi la stagione in Legadue con gli Aironi Novara, prima di chiudere l'annata 2003-04 in B1 a Ozzano.

### Nazionali giovanili
Ferroni è stato chiamato in diverse Nazionali italiane giovanili, tra cui quella cadetti, quella juniores e quella Under-22. È stato campione d'Europa con la Nazionale juniores vincendo gli Europei 1990 nei Paesi Bassi, titolo poi bissato due anni più tardi in Grecia con la Nazionale Under-22 insieme ai compagni di squadra riminesi Myers, Ruggeri e Semprini.